# Lepidodactylus shebae
Lepidodactylus shebae este o specie de șopârle din genul Lepidodactylus, familia Gekkonidae, descrisă de Walter Varian Brown și Tanner 1949. Conform Catalogue of Life specia Lepidodactylus shebae nu are subspecii cunoscute.